# Bauhinia clemensiorum
Bauhinia clemensiorum är en ärtväxtart som beskrevs av Elmer Drew Merrill. Bauhinia clemensiorum ingår i släktet Bauhinia och familjen ärtväxter. Inga underarter finns listade i Catalogue of Life.